# 斯特凡·洛伦茨·索格纳
斯特凡·洛伦茨·索格纳（德语：Stefan Lorenz Sorgner），是一位德国的超人主义哲学家、尼采学者、音乐哲学家，及新兴技术伦理学领域的权威人士。

## 简介
索格纳于1973年10月15日出生于韦茨拉尔（德国）。 他曾经在伦敦大学国王学院（伦敦大学），达勒姆大学（硕士论文;考官：David E. Cooper，达勒姆大卫欧文，南安普敦）， 吉森大学， 弗里德里希席勒耶拿大学（phil博士;考官：Wolfgang Welsch，耶拿; Gianni Vattimo，都灵）学习哲学。然后他在吉森大学，耶拿大学，爱尔福特大学和埃尔兰根大学教授哲学和伦理学。目前他在美国人文艺术学院约翰卡博特大学教书。 Sorgner is a member of several editorial and advisory boards.同时索尔纳还是几个编辑和咨询委员会的成员。

## 尼采，后现代主义和超人类主义
在“进化与技术杂志”第20（1）期中，索格纳的文章“尼采，超人和超人类主义”出版，其中他阐述了根据一些超人类主义者的观点，尼采的超人类主义和后人类之间是有明显的相似性。他的阐释不仅引起了尼采学者同时也引起了超人类主义者之间的讨论。他的解释带来了尼采学者和超人主义者之间的回应。 “进化与科技期刊”的编辑们甚至就超人主义，尼采与欧洲后人道主义哲学（后人道主义）之间关系的问题开设么专题。该杂志第21（1）期 - 2010年1月的题目是“尼采与欧洲后现代主义”，其中就包括了对索格纳文章的讨论。例如，Max More、 Michael Hauskeller 。由于激烈的辩论，该杂志的编辑决定给索格纳一个机会对这些文章作出回应。在第21（2）期- 2010年10月，索格纳在他的文章“超越人文主义：对跨越和后现代主义的反思”对各种讨论做出了回应。此外，他在这里还提出了自己的某些方面的哲学立场，这些立场是受到了他的老师Gianni Vattimo的强烈影响。他接受Vattimo的思想不够客观和全面，但批评Vattimo对弱势存在历史的理解。他在2010年的专刊“曼斯奈德尼采尼格之死”（WBG，达姆施塔特2010）中更详细地解释了这一点。索格纳认为，尼采所描述的“虚无主义”完全是一种收益。“从我的视角主义角度来看，这也意味着普遍的人类尊严概念在作为符合现实的真理方面并没有比阿道夫·希特勒或波布的概念更高的地位。”在生物伦理学家和超人类主义者讨论过尼采与超人主义之间的关系之后，一些顶尖的尼采学者Keith Ansell-Pearson, Paul Loeb and和 Babette Babich 在纽约尼采圈出版的期刊the Agonist上进行了讨论。索格纳的视角超元论，特别是他的专著曼森尼德尼采”（WBG 2010）在尼采论坛慕尼黑组织的由Thomas Mann承办的研讨会上被讨论。德国领先的哲学家，例如 Annemarie Pieper回应了Sorgner关于需要在此次活动中修改人类尊严流行概念的激进建议。2013年5月，周刊“Die Zeit”发表了一篇采访Sorgner的文章，其中总结了他关于人的尊严，新兴技术以及跨世纪和后人道主义的几点建议。 2014年秋季，Alber Verlag发表了一篇名为“Umwertung derMenschenwürde”的文章集（由Beatrix Vogel编辑），其中著名的国际神学家，哲学家和伦理学家对索格纳关于“人的尊严”的定义进行了回复。Sorgner在许多重要的活动和会议上都是受邀的主题演讲人，例如 Phil.cologne、 TED、和世界人文论坛，ICISTS-KAIST。根据最近成立的德国私人智囊团身份基金会的Zimmmermann教授的观点，Sorgner是“德国领先的后人与超人主义哲学家”Deutschlands führender post- und transhumanistischer Philosop）。